# Zone naturelle protégée de la Rivière-Black
La zone naturelle protégée de la Rivière-Black (anglais : Black River Protected Natural Area) est une aire protégée du Nouveau-Brunswick et l'une des 59 zones naturelles protégées de cette province. Elle a pour mission de protéger une portion représentative des basses-terres des Maritimes. Elle partage ses limites avec le parc national de Kouchibouguac.

## Géographie
La zone naturelle protégée (ZNP) a une superficie de 39,97 km2. Elle est située au nord-ouest du parc national de Kouchibouguac.
La ZNP est située sur les territoires de la paroisse de Carleton qui est situé dans le comté de Kent et la paroisse de Glenelg qui est située dans le comté de Northumberland.

### Géologie
La totalité de la ZNP est comprise dans une seule formation, la formation de Richibucto.

## Flore
Rivière-Black est composé de marais, de broussailles et de tourbières à sphaignes. Les principales espèces forestières sont l'épinette noire (Picea mariana), le mélèze laricin (Larix laricina), le pin rouge (Pinus resinosa), le pin blanc (Pinus strobus) et le pin gris (Pinus banksiana).